# Joel Lindpere
Joel Lindpere (* 5. října 1981 Tallinn) je estonský fotbalový záložník a dlouholetý reprezentant. Mimo Estonsko působil na klubové úrovni v Bulharsku, Norsku, USA a České republice.

## Klubová kariéra
Lindpere hrál v Estonsku za kluby JK Nõmme Kalju, Lelle SK, FC Flora Tallinn (s Florou získal 3 ligové tituly) a Warrior Valga (hostování). V zahraničí působil v bulharském celku CSKA Sofia (hostování, vyhrál zde A Grupu),
norském Tromsø IL a v americké soutěži Major League Soccer, kde hrál za týmy New York Red Bulls a Chicago Fire. V New Yorku Red Bulls byl jeho spoluhráčem např. francouzský útočník Thierry Henry.
V lednu 2014 podepsal smlouvu s českým klubem FC Baník Ostrava, který posiloval kádr před jarní částí sezony 2013/14. Společně s ním přišel do Baníku lotyšský reprezentant Alans Siņeļņikovs. Lindpere byl ještě v lednu 2014 na testech v řeckém klubu Olympiakos Volou. V Gambrinus lize debutoval 19. dubna 2014 v utkání s 1. SC Znojmo (výhra 4:0). 5. května 2014 se v ligovém zápase proti SK Sigma Olomouc (výhra Baníku 3:2) zranil po střetu s protihráčem a utrpěl zlomeniny v obličeji. V zimní přestávce sezóny 2014/2015 se domluvil na předčasném ukončení smlouvy a odešel z Baníku.

V březnu 2015 posílil svůj bývalý klub JK Nõmme Kalju.

## Reprezentační kariéra
V A-mužstvu Estonska debutoval 1. listopadu 1999 v přátelském střetnutí proti domácímu týmu Spojených arabských emirátů, které skončilo remízou 2:2. Joel odehrál druhý poločas.